# Грганиця
45°25′ пн. ш. 15°25′ сх. д. / 45.41° пн. ш. 15.42° сх. д.
Грганиця (хорв. Grganjica) — населений пункт у Хорватії, у Карловацькій жупанії у складі міста Дуга Реса.

## Населення
Населення за даними перепису 2011 року становило 17 осіб.
Динаміка чисельності населення поселення: